# Eupreponotus punctatus
Eupreponotus punctatus är en insektsart som beskrevs av Singh, A. 1978. Eupreponotus punctatus ingår i släktet Eupreponotus och familjen gräshoppor. Inga underarter finns listade i Catalogue of Life.